# Elnaz Mohammadi
Elnaz Mohammadi (née le 9 mai 1987 à Téhéran) est une journaliste iranienne et ancienne secrétaire du groupe social d'un des rares journal réformiste, Ham-Mihan,,. Elle et sa sœur jumelle Elaheh Mohammadi ont été arrêtées par le Corps des gardiens de la révolution islamique pour avoir couvert les événements qui ont suivi la mort de Mahsa Amini  pendant sa garde à vue,,.

## Arrestations
Mohammadi est arrêtée le 5 février 2023 après avoir reçu une convocation et a comparu au tribunal de la prison d'Evin,. Elle est libérée sous caution quelques jours plus tard, le 11 février 2023,.
En septembre 2023, elle est acquittée par la 26e chambre du tribunal révolutionnaire de Téhéran de l'accusation de coopération avec des pays étrangers hostiles en raison du manque de preuves,,,. Selon le même verdict, elle est condamnée à trois ans de prison pour complot et collusion dont un quarantième, soit un peu moins d'un mois, sera exécuté et le reste avec sursis pendant cinq ans.
Le 28 octobre 2023, Mohammadi s'est présentée à la prison d'Evin pour commencer l'exécution de sa peine avec sursis, ainsi que des peines supplémentaires qui lui avaient été imposées,,. Elle a annoncé plus tard en décembre de la même année qu'elle avait été obligée de démissionner de son poste de secrétaire du groupe social du journal Ham-Mihan,